# Реник (ледник)
Ледникът Реник (на английски: Rennick Glacier) е вторият по дължина след ледника Ламберт долинен ледник в Антарктида. Дължина 320 km и ширина от 32 до 48 km, в „устиевата“ си част – 16 km. Разположен е в Източна Антарктида, на Брега Отс, на Земя Виктория. Води началото си от крайните северни части на планината Принц Алберт (част от Трансантарктическите планини) на 73°20’ ю.ш. и 162° и.д., на около 2400 m н.в. „Тече“ в северна посока покрай източните склонове на хребета Арктически институт и се „влива“ в южната частна залива Реник на море Сомов, част от Тихоокеанския сектор на Южния океан. В „устието“ му е „бетониран“ остров Знаменски.
Северната (долна) част на ледника е открита и картирана на базата на направените аерофотоснимки от американската антарктическа експедиция 1946 – 47 г. През 1960 г. на базата на нови аерофотоснимки заснети от поредната американска експедиция е открита и картирана южната му, горна част. Заливът Реник на море Сомов, в който се влива ледника Реник е наименуван в чест на лейтенант Хенри Едуард Реник (1881 – 1914) офицер на „Тера Нова“, експедиционния кораб на антарктическата експедиция на Робърт Скот 1910 – 13 г. По-късно името на залива е пренесено и на новооткрития и изследван ледник, който се „влива“ в него.
- В източната част на картата е разположена северозападната част на ледника Реник (1967)
- В западната част на картата е разположена североизточната част на ледника Реник (1967)